# Aire urbaine de Louhans
L'aire urbaine de Louhans est une aire urbaine française centrée sur la ville de Louhans.

## Caractéristiques
D'après la définition qu'en donne l'INSEE, l'aire urbaine de Louhans est composée de 12 communes, situées en Saône-et-Loire. Ses 14 595 habitants font d'elle la 312e aire urbaine de France.
5 communes de l'aire urbaine sont des pôles urbains.
Le tableau suivant détaille la répartition de l'aire urbaine sur le département (les pourcentages s'entendent en proportion du département) :
| Département    | Communes | Communes (%) | Superficie (km²) | Superficie (%) | Population (1999) | Population (%) |
| -------------- | -------- | ------------ | ---------------- | -------------- | ----------------- | -------------- |
| Saône-et-Loire | 12       | 2,1          | 189,89           | 2,2            | 14 595            | 2,7            |

L'aire urbaine de Louhans est rattachée à l'espace urbain Est.

## Communes
Voici la liste des communes françaises de l'aire urbaine de Louhans.
| Code INSEE | Commune               | Type                  | Département    | Superficie (km²) | Population (1999) | Densité (hab./km²) |
| ---------- | --------------------- | --------------------- | -------------- | ---------------- | ----------------- | ------------------ |
| 71018      | Bantanges             | Pôle urbain           | Saône-et-Loire | +0010,73         | +00 000446,       | +00041,57          |
| 71056      | Branges               | Pôle urbain           | Saône-et-Loire | +0024,59         | +0 0002 087,      | +00084,87          |
| 71064      | Bruailles             | Commune monopolarisée | Saône-et-Loire | +0022,36         | +00 000842,       | +00037,66          |
| 71092      | La Chapelle-Naude     | Commune monopolarisée | Saône-et-Loire | +0019,06         | +00 000437,       | +00022,93          |
| 71263      | Louhans               | Pôle urbain           | Saône-et-Loire | +0022,58         | +0 0006 237,      | +00276,22          |
| 71303      | Montagny-près-Louhans | Commune monopolarisée | Saône-et-Loire | +0009,51         | +00 000372,       | +00039,12          |
| 71311      | Montcony              | Commune monopolarisée | Saône-et-Loire | +0010,74         | +00 000225,       | +00020,95          |
| 71365      | Rancy                 | Pôle urbain           | Saône-et-Loire | +0005,76         | +00 000516,       | +00089,58          |
| 71367      | Ratte                 | Commune monopolarisée | Saône-et-Loire | +0008,99         | +00 000341,       | +00037,93          |
| 71484      | Saint-Usuge           | Commune monopolarisée | Saône-et-Loire | +0031,84         | +0 0001 052,      | +00033,04          |
| 71528      | Sornay                | Pôle urbain           | Saône-et-Loire | +0018,12         | +0 0001 660,      | +00091,61          |
| 71580      | Vincelles             | Commune monopolarisée | Saône-et-Loire | +0005,61         | +00 000380,       | +00067,74          |
|            | Total                 |                       |                | +0189,89         | +00014 595,       | +00076,86          |